# Bromtrifluormetan
Bromtriflourmetan, även känt som Halon 1301, R13B1, Halon 13B1 och BTM, är ett organiskt halogenkolväte med den kemiska formeln CBrF3. Det används för brandsläckning.